# Municipio de Cortazar
El municipio de Cortazar es uno de los 46 municipios del Estado de Guanajuato, en México. Se ubica al sureste de su territorio en la región del Bajío y se asienta a la ribera del río Laja. Tiene una extensión de 367 km², equivalente al 1.2 % de la superficie estatal. 
Limita al norte con los municipios de Villagrán y Celaya, al este con Celaya, al oeste con el municipio de Salamanca, al sureste con Tarimoro, al sur con Salvatierra y al suroeste con Jaral del Progreso. La ciudad de Cortazar (cabecera municipal) está situada a los 100°57'48.5892" de longitud oeste del meridiano de Greenwich y a los 20°28'59.8972" de latitud norte. Su altitud promedio sobre el nivel del mar es de 1740 metros.

## Historia

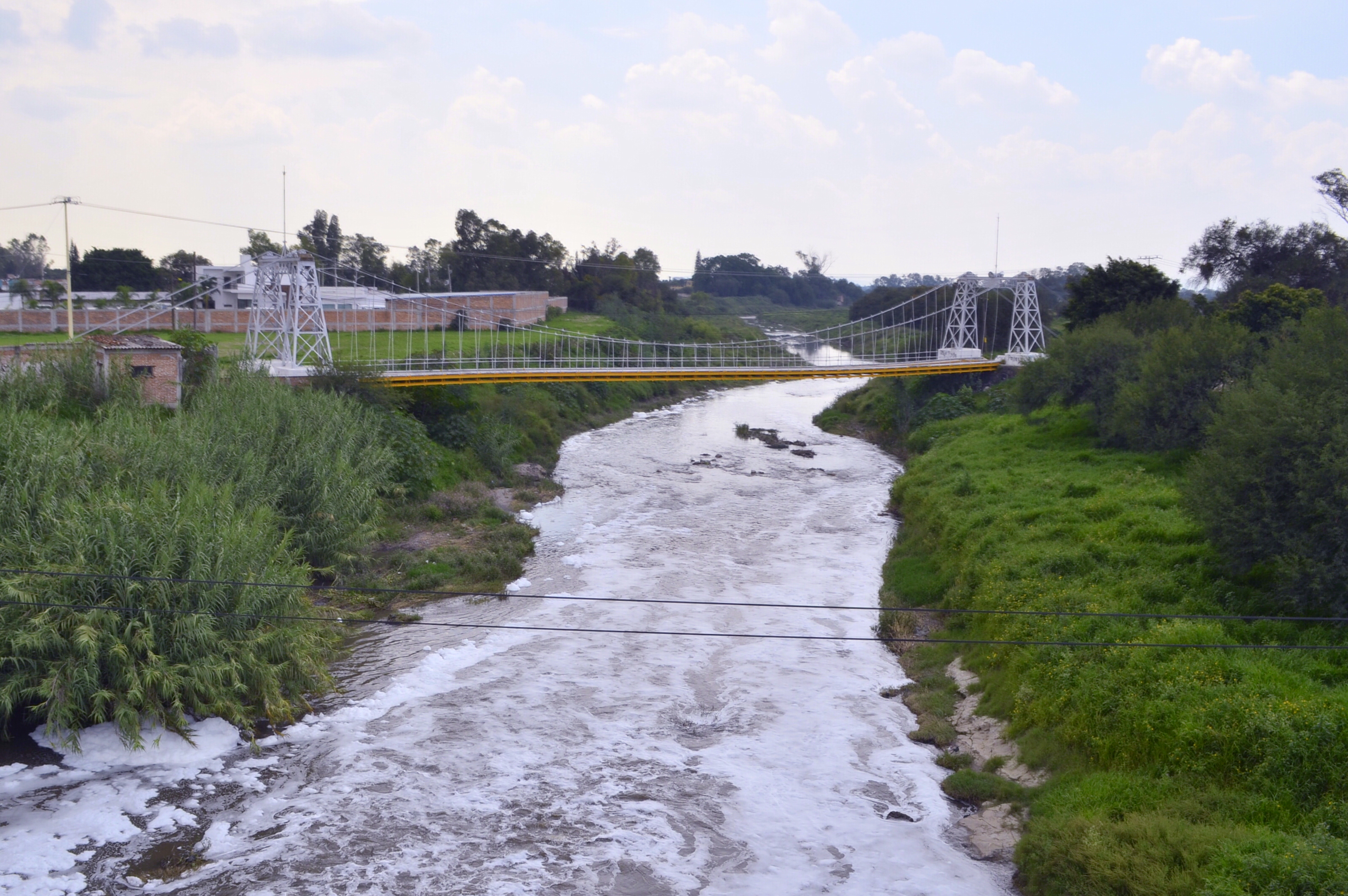
Puente Colgante sobre el río Laja. Fotografía: Juan José Moreno.

### Asentamiento prehispánico
En el territorio donde actualmente se asienta la ciudad de Cortazar se ubicaba una aldea conocida como Yah Hiú Degnó, denominación de origen otomí. En tiempos previos a la conquista la lengua franca en Mesoamérica era el náhuatl, el nombre de la aldea en ese idioma era Amolli. El significado en ambos idiomas hace referencia a una planta jabonosa ya extinta en la región y se traduce al castellano como Amoles.

### Fundación de San José de los Amoles
Los Frailes Franciscanos llegan en 1528 al Bajío, tomando como referencia a Celaya en 1571, Salamanca en 1602, Valle de Santiago en 1604, Salvatierra en 1646 y a la antigua Villa de San José de Amoles 1718 a 1735. Las actas de bautizo más antiguas de los archivos parroquiales del templo de San José de Cortazar datan de 1711. 
Aunque no se cuenta con un acta que registre la fundación del pueblo conforme al protocolo del gobierno colonial español, la tradición popular señala el 5 de mayo de 1721 como la fecha de fundación por religiosos franciscanos. El pueblo llevaría el nombre de San José de los Amoles conservando así la referencia al nombre náhuatl Amolli. Sin embargo, documentos del Archivo Histórico Provincial Franciscano de San Pedro y San Pablo de Michoacán, con sede en Celaya, Guanajuato, y del Archivo General de la Nación contienen referencias que inducen a datar su fundación en 1718.

### Guerra de independencia
El 16 de marzo de 1821 el teniente coronel Luis Cortazar y Rábago se adhirió al Plan de Iguala de Agustín de Iturbide proclamando la independencia por primera vez en el estado de Guanajuato en la villa de San José de los Amoles, hoy Cortazar.

### Creación del municipio
En 1856 el pueblo de San José de los Amoles, que hasta entonces dependía de la jurisdicción de Celaya, es erigido municipio integrando a su territorio los pueblos del El Huaje (hoy Villagrán), La Cañada y San Isidro de Culiacán, el primero pertenecía a Celaya y los dos últimos a Salvatierra. Al año siguiente, el 21 de octubre de 1857,  el Congreso de Guanajuato, mediante el decreto 12 de ese año determina que el municipio se llame Villa de Cortazar en honor del militar insurgente Luis Cortazar y Rábago.

### Pérdida de territorio
En dos ocasiones el municipio de Cortazar ha perdido territorio a causa de la creación de nuevos municipios. 
En 1877 el Congreso de Guanajuato dispuso que la hacienda de Culiacán se integrara a la nueva demarcación de Jaral del Progreso.
En 1930 se erige el actual municipio de Villagrán con cabecera en el pueblo de El Guaje, por lo que éste y 50 localidades más dejan de pertenecer a Cortazar para integrarse al nuevo municipio. Algunas de esta localidades son San Isidro, Sarabia, Los Gordos (hoy Colonia 18 de Marzo), Tierras Negras, San Salvador Torrecillas, Santa Rosa de Lima y el Cerro de la Hierbas, entre otros.

### Otros sucesos notables
En 1874 dieron comienzo los trabajos de construcción del templo católico dedicado a San José.
En 1922, el general Álvaro Obregón, siendo presidente de México, en visita especial, inauguró el puente colgante sobre el río Laja.

## Gobierno y política
Cortazar es uno de los  46 Municipios Libres pertenecientes al Estado de Guanajuato, cuya Constitución Política establece que:
"ARTÍCULO 106. El Municipio Libre, base de la división territorial del Estado y de su organización política y administrativa, es una Institución de carácter público, constituida por una comunidad de personas, establecida en un territorio delimitado, con personalidad jurídica y patrimonio propio, autónomo en su Gobierno Interior y libre en la administración de su Hacienda."
"ARTÍCULO 107. Los Municipios serán gobernados por un Ayuntamiento. La competencia de los Ayuntamientos se ejercerá en forma exclusiva y no habrá ninguna autoridad intermedia entre los Ayuntamientos y el Gobierno del Estado."

### Cronología de los presidentes municipales
- Pedro Martínez Álvarez (1919-1920)

- Marcelino Flores Arzate (1921)

- Antonio Mancera Cano  (1922)

- J. Jesús Macías Medina (1923)

- Daniel Castro García (1924)

- Alfredo Nito Barrón (1925)

- J. Jesús Macías Medina (1929-1930)

- Evaristo Ruiz Nito (1929-1930)

- Antonio Martínez Borja (1931-1932)

- José Ruiz Nito (1933 -1934)

- J. Trinidad Patiño López (1935)

- German Zapatero Ruiz (1933-1936)

- Juan Ramírez Ojeda (1940-1941)

- Vicente Flores Barrientos (1942-1943).

- Adolfo M. Guerrero (1944-1945).

- Pedro Martínez Álvarez (1946-1947).

- Ignacio Flores Quintana (1948-1949).

- Rafael Aguilar Mancera (1950-1951).

- Justino Lozano Chávez (1952-1954).

- Ángel León Torres (1955-1957).

- José Organitos Almanza (1958).

- Guillermo Aguilar Mancera (1958-1960).

- Luciano Ojeda Ortega (1961-1963).

- Ignacio Flores Jaramillo (1964-1966).

- Jorge Cárdenas Sánchez (1967-1969).

- Felipe Palazuelos Zameza (1970-1972).

- Jose Barbosa Flores (1972-1973).

- Marcelino Flores Jaramillo (1973-1975).

- Ángel León Patiño (1976-1979).

- Juan Aboytes Patiño (1980-1982).

- Rubén Balderas González (1983-1985).

- Cecilia Novoa Guzmán de González (1986-1988).

- Rubén Balderas González (1989-1991).

- Carlos Romero Villegas (1992-1994).

- Carlos Nito Rosales (1995-1996).

- Marco Antonio Hernández Castro  (1997)

- Luis Enrique Torres León (1998-2000).

- Álvaro Mancera Arzate (2000-2003).

- Carlos Romero Villegas (2003-2006).

- J. Jesús Oviedo Herrera (2006-2009).

- Elías Ruiz Ramírez (2009-2012).

- Juan Aboytes Vera (2012-2015)

- Hugo Estefanía Monroy (2015-2018)

- Ariel Enrique Corona Rodríguez (2018-2021)

- Ariel Enrique Corona Rodríguez (2021-2024)

- Marco Mauricio Estefania Torres (2024-2027)

## Escudo de armas

###### Descripción heráldica

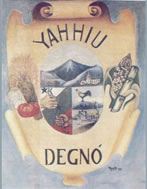
Escudo de Armas.

- Sobre una orla dorada se despliegan los elementos del escudo.
- El campo heráldico es un óvalo central con cuatro particiones o cantones, el principal de ellos ocupa la mitad superior del óvalo, un cantón secundario ocupa el cuarto inferior izquierdo, mientras que dos cantones más pequeños dividen el cuarto inferior derecho. 
  - El cantón superior retrata el paisaje cortazarenze destacando los perfiles del Cerro Culiacán coronado de nubes, y del Cerro de La Mocha. A la izquierda se divisa una yácata prehispánica y un ídolo. Hacia la derecha aparece el emblemático templo franciscano de San José.
  - En el cantón inferior izquierdo figuran dos manos, una de piel clara y otra morena rompiendo las cadenas que simbolizan la dominación española teniendo como fondo los colores blanco, verde y rojo de la bandera del ejército trigarante.
  - En el cantón inferior derecho se alberga el puente colgante sobre el río Laja.
  - En la partición restante se observan un gallo de pelea y una fábrica como símbolos de las actividades económicas de la región.
- Enmarcando el campo heráldico, como ornamentos exteriores, aparecen a la derecha trigo, cebolla y jitomate, a la izquierda maíz y caña de azúcar, todos ellos productos agrícolas característicos del municipio.
- Cierran el marco en la parte superior e inferior las palabras Yah Hiú Degnó, denominación otomí de la aldea que da origen a Cortazar, que significa raíz jabonosa y que se traduce al náhuatl como amolli y de éste al castellano como amole.

## Geografía
- Altitud: 1740 metros sobre el nivel del mar.
- Latitud: 20º 28' 58" N
- Longitud: 100º 57' 40" O

### Orografía
Cerro El Culiacán, Cerro de La Gavia, Cerro Gordo, Cerrito Colorado, Cerro del Diezmo y Cerro de Vista Hermosa.

### Hidrografía
El río Laja cruza el territorio municipal por su franja norte, sin embargo la cuenca hidrológica principal se encuentra en el sur del municipio donde cruza cerca el río Lerma; la planicie es parte del sistema hidráulico del Bajío. También se encuentran algunos afluentes de menor importancia, como son los arroyos del Cuaje, Zapote, Merino, Las Fuentes de Caracheo y El Diezmo.

### Clima
El clima que predomina en el municipio es semicálido subhúmedo con lluvias en verano. La temperatura media anual es de 19.3 °C, siendo la mínima de 1.1 °C y la máxima de 38.1 °C. La precipitación pluvial promedio es de 630 milímetros anuales

### Flora
En el municipio crecen diversas especies forrajeras, tales como navajita, zacatón, pata de gallo, flechilla, tres barbas, lanudo y tempranero. También hay huizaches, nopales y largoncillo. El mezquite es una especie muy común en toda la región.

## Clasificación y uso del suelo
El suelo tiene una estructura blocosa angular y consistencia de muy firme a firme, con textura de arcillo limosa a arcillo arenosa y pH de 6.8 a 8.9 de origen aluvio coluvial. El 72,16 % de la superficie municipal se destina a actividades de carácter agrícola, el 5,16 % a pastizales; el 0,21 % a bosques y el 23 % a matorrales.

## Demografía

### Localidades
En el censo de 2020 el municipio de Cortazar contaba con 114 localidades.
| Código INEGI      | Localidad               | Población (2020) |
| ----------------- | ----------------------- | ---------------- |
| 110110001         | Cortazar                | 69 371           |
| 110110054         | Tierra Fría             | 4 108            |
| 110110006         | Cañada de Caracheo      | 2 436            |
| 110110022         | El Huizache             | 1 938            |
| 110110019         | La Gavia                | 1 448            |
| 110110007         | Caracheo                | 1 306            |
| 110110029         | Merino                  | 1 225            |
| 110110050         | Santa Fe de la Purísima | 1 138            |
| 110110035         | Parra                   | 1 096            |
| Otras localidades | Otras localidades       | 13 862           |
| Total municipal   | Total municipal         | 97 928           |

## Servicios públicos
El municipio de Cortazar ofrece a sus habitantes de la ciudad y de las localidades rurales una amplia cobertura de servicios públicos que mejoran la calidad de vida, la dotación de agua potable y el servicio de alcantarillado es de alta calidad, existe una cobertura del 98% de alumbrado público, el servicio de limpia y de recolección de basura es eficiente y se inicia el proceso de separación de basura para recuperar los desechos sólidos urbanos. La ciudad de Cortazar provee de infraestructura básica y estratégica para promover el crecimiento social y económico de sus habitantes y de quienes desean venir a vivir a esta pacífica población.

### Carreteras y medios de transporte

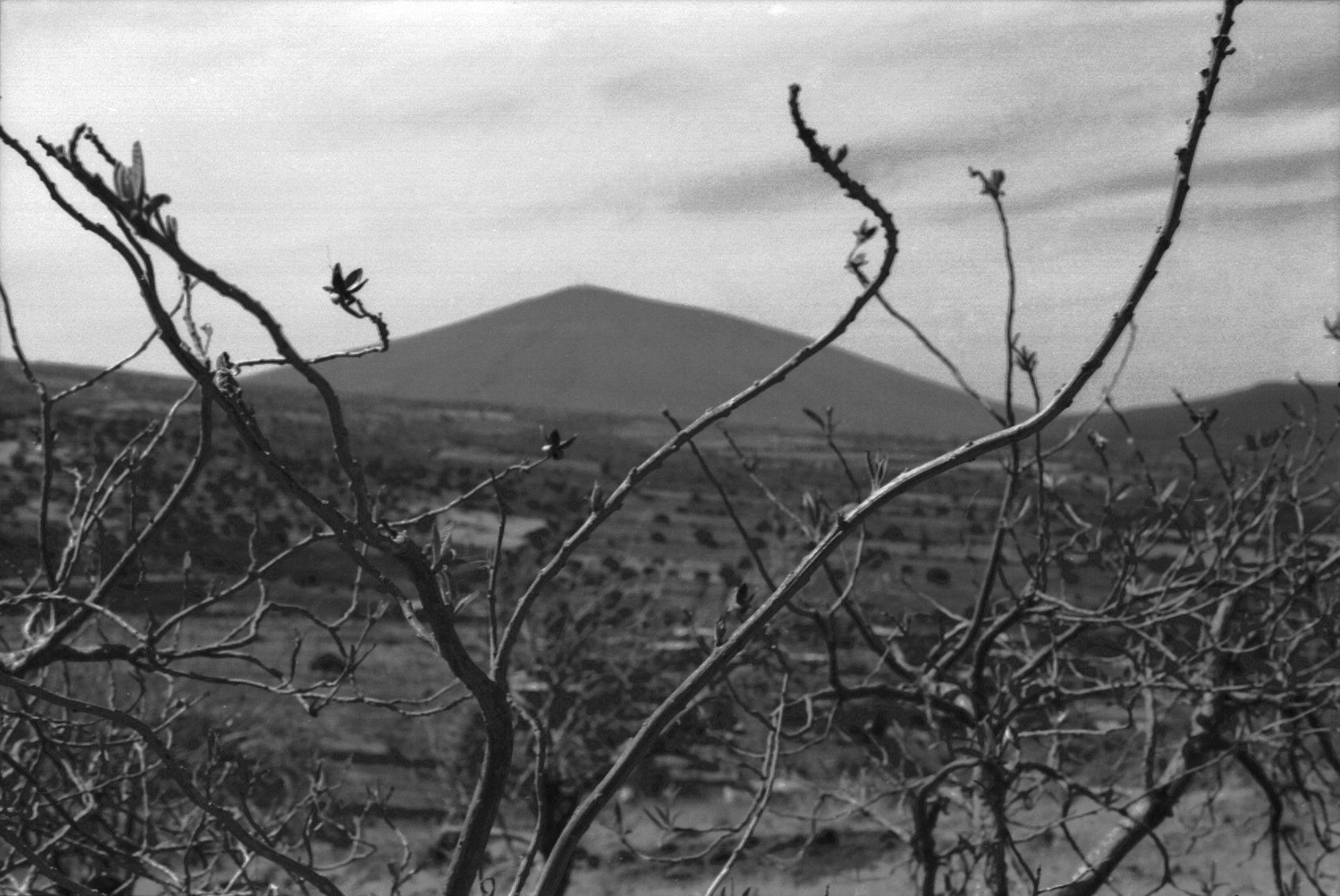
Cerro de Culiacán. Fotografía: Alberto Juárez

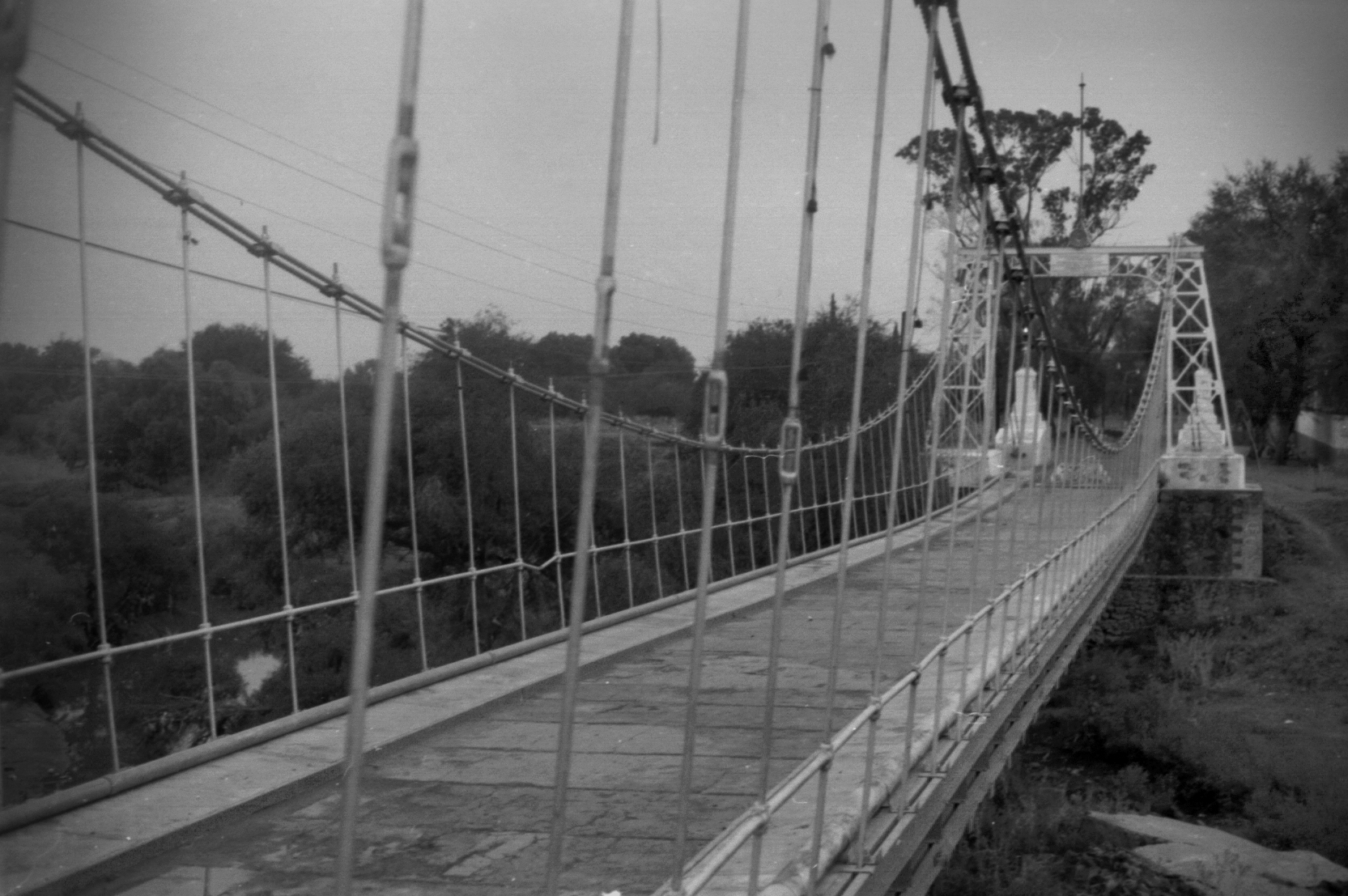
Puente Colgante. Fotografía: Alberto Juárez

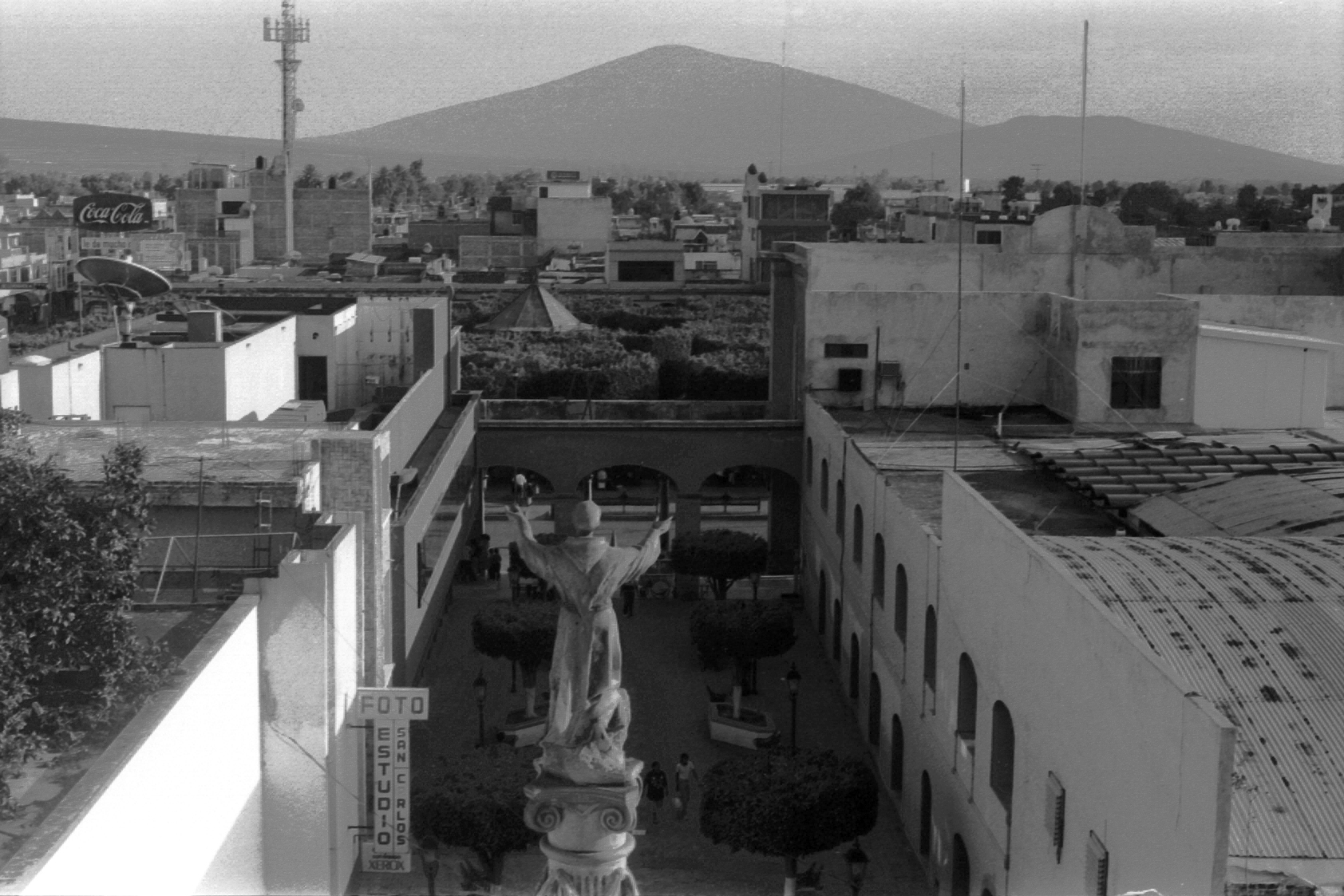
Vista desde Parroquia de San José; al fondo, Cerro de Culiacán. Fotografía: Alberto Juárez

La ciudad se encuentra conectada por la red de carreteras interestatales, se conecta con las ciudades de Salvatierra al Sur, y con Jaral del Progreso al suroeste, sin embargo la principal vía es la carretera federal 45 que conecta con las ciudades de Celaya y León. Cortazar cuenta con central de autobuses con salidas diarias a las ciudades de León, México, Querétaro, Salamanca, Valle de Santiago, Jaral del Progreso, Celaya y Villagrán; de la central de autobuses también se prestan servicios de transporte a las principales localidades rurales del municipio. La ciudad de Cortazar cuenta con servicio de transporte público urbano, que da cobertura al 95 % de las zonas de la ciudad y en las comunidades periféricas, así como servicio de taxis.

## Patrimonio
- Plaza de la Constitución (Jardín Principal y los Portales).
- Parroquia de San José.
- Columna de San Francisco de Asís.
- Estela de la Ruta de la Independencia, escultura de Tomás Chávez Morado.
- Parroquia y campanario de la Virgen de Guadalupe.
- Puente colgante sobre el río Laja.
- Parque Revolución (Cueva del Cerrito Colorado).
- Área Natural Protegida de los cerros de La Gavia y El Culiacán.
- Reserva Ecológica de La Minilla.
- Centro Cultural Cortazar.
- Sendero de Ascenso a la Cumbre de la Montaña El Culiacán.
- Barranca La Salitrera en la Sierra de la Gavia.
- Carretera Panorámica de la Sierra de la Gavia.
- Parques acuáticos: La Cruz, El Manantial.
- Plaza de Toros "Dos Caminos" (En el poblado de Cañada de Caracheo).
- Refugio del Fraile Elías Nieves, que ocupó durante la guerra cristera en el poblado de La Cañada de Caracheo.
- Hacienda Corralejo
- Hotel y Spa "Las Puertas al Cielo" en Cerro Gordo
- Templo del Señor de la Clemencia.
- Templo del señor de la capilla (En la comunidad de Parra)

## Gastronomía
- Enchiladas rojas.
- Cacahuates en vinagre.
- Gorditas de queso.

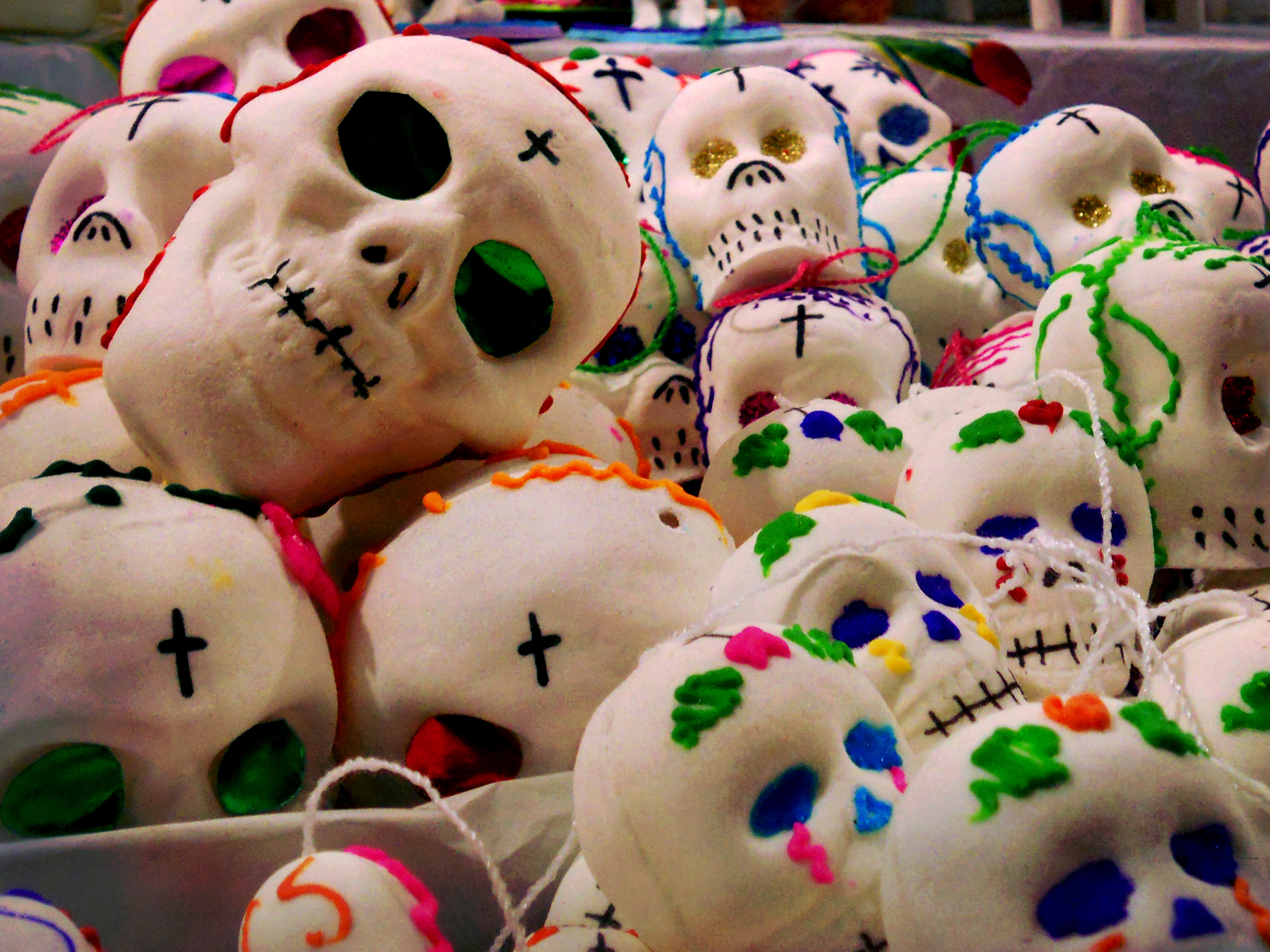
Dulces de alfeñique, tradicionales durante las fiestas de Todos los Santos. Fotografía: Alberto Juárez

- Gorditas doradas de carne deshebrada y picadillo.
- Patas de cerdo en escabeche.
- Atole blanco de maíz.
- Tamales de guayaba.
- Dulces tradicionales, tales como dulces cubiertos o cristalizados, alfeñiques, jamoncillos y charamuscas.
- Cabrito estilo Cortazar.
- Buñuelos y atole blanco.
- Huaraches de Tamal.
- Tacos de salchicha y hot-dogs de carne (cabeza, bistec, etc.), de igual forma perritos dobles (carne y salchicha) cualidades muy propias de Cortazar.

## Educación
En la ciudad de Cortazar se establecen cuatro universidades, la Universidad Politécnica de Guanajuato, la Universidad del Centro de Estudios Cortazar, la Universidad Continente Americano y la Universidad Virtual del Estado de Guanajuato; los centros de estudios de nivel medio superior como CONALEP, CBTis 172, Preparatoria CEC, CECyTEG, Bachillerato SABES (4 planteles), Telebachillerato Comunitario (En el Huizache, Bellavista, Caracheo,La Mocha, Parra)  así como una amplia cobertura de secundarias como la Nueva Generación y otras primarias así como la Leona Vicario entre otras preescolares públicos y privados, además de instituciones de atención a personas con capacidades especiales, para invidentes y organismos educativos que atienden el rezago educativo.
Además la ciudad cuenta con tres bibliotecas públicas. Para el nivel de kinder, primaria y secundaria se pueden encontrar escuelas como CFPG (Colegio Fray Pedro de Gante) y las secciones de AGR (Alfonso Garcia Robles).

## Tradiciones de cortazar
- La cera (fiesta del Corpus Christi).
- La feria del alfeñique.
- La feria del libro.
- La feria de Todos Santos.
- Fiesta en honor al señor de la capilla en la comunidad de Parra.
- El encuentro de la Santa Cruz (el 1 de septiembre de cada año entre la comunidad de La Gavia y La Comunidad de  Arreguin De Arriba)

### La cerá
Se trata de una arraigada tradición cortazarense que consiste en la elaboración de monumentales cirios pascuales, adornados por magnífícas obras de arte de cera escamada en diferentes formas, generalmente en alusión al gremio que representan y adornadas con espectaculares efectos de luz. Comienza el jueves de Corpus Christi y termina nueve días después, el viernes siguiente con la celebración religiosa del Sagrado Corazón de Jesús.La elaboración de enormes cirios de cera para la celebración de la fiesta religiosa, en la ciudad de Cortazar, data del siglo XVIII. Esta actividad artesanal se remonta a la llegada de los primeros misioneros franciscanos en 1721, quienes introdujeron la abeja europea y les enseñaron a los lugareños a trabajar la cera con que las abejas construyen su panal.
Esta tradición tiene dos fases: la mística y la procesión diaria de la cera. La primera con misa de recepción de fe y la segunda de manera pública y profana, principalmente en la noche con la entrada de la cera, preparada celosamente por los mayordomos de cada gremio, quienes cuidan los detalles y buscan ser los mejores.
Con las obras de los artesanos de la región, los nueve días de “cera”, se convierten en verdaderos espectáculos de arte, por las variadas imágenes y figuras que desfilan por las calles, para al final ofrendarlas en el templo de San José.

### Feria de Todos Santos y del Alfeñique
La Feria Municipal de Todos los Santos es una tradición que llegó al antiguo Degnó con los Frailes Franciscanos instituyendo el 1 de noviembre de cada año, fecha del Santoral Católico. Los Frailes Franciscanos oficialmente se asentaron el año de 1734 con Fray Joseph de Chaverri quienes además de la evangelización enseñaron artes y oficios, la artesanía del cartón, carrizo, madera y alfeñique, además de la elaboración de la cera escamada. El símbolo representativo de la “Feria de Todos Santos”, es “El Borrego de Alfeñique” figura de azúcar hecha en molde y retocada a mano, con puyas y colores vegetales, figura que atrae la atención de propios y extraños. Es en 1734 cuando por primera vez se lleva a cabo la celebración de “Todos Los Santos” vínculada a su vez  una celebración prehispánica del día de muertos del inframundo “El Mictlan” (El Valle de los Muertos).
Esta tradición de los borregos hace alusión al simbolismo del cordero en la tradición bíblica sobre la liberación del pueblo hebreo de la esclavitud egipcia; sobre el cordero sacrificado con cuya sangre se marcaban los dinteles de las puertas como signo para que los hijos primogénitos no fueran exterminados; sobre el cordero que los hebreos sacrificaban  y comían en Pascua de liberación, la más grande de sus fiestas;  sobre el carnero sacrificado por Abraham en lugar de su hijo Isaac, etc. Más tarde Juan el Bautista presentará a Jesús de Nazareth como: "El cordero de Dios que quita el pecado del mundo".
Cada año, los artesanos cortazarenses exponen sus mejores realizaciones de borregos hechos de una pasta de azúcar en el Jardín Principal, en el marco de un característico establecimiento cubierto de Manta Blanca que enriquece esta particular tradición en la región. Se pueden apreciar creativas figuras de borreguitos de distintos tamaños. Más tarde se agregarán y se enriquecerá esta tradición con otras figuritas como gallinitas (con pollitos), calaveras en distintos tamaños, calaveras en su ataúd, las calaveras con nombres propios etc. El colorido de dicha celebración se realiza actualmente con la celebración de una misa solemne a los cuatro puntos cardinales. La Inauguración de la Feria Municipal contempla la coronación de la Reina de la Fiesta en el Teatro del Pueblo, a cargo del Presidente Municipal. El visitante podrá encontrar un sinnúmero de novedades, juegos mecánicos, actividades culturales, deportivas, y eventos artísticos para diversos gustos de la población en general.

### Fiesta en honor al Señor del Hospital
Cada año se festeja la asunción del señor y al Señor del Hospital en el templo con el mismo nombre empezando con una novena y después 3 días principales acompañados de misas, recorridos de procesión, quermeses, juegos mecánicos, castillos, mañanitas, baile con grupos y artistas locales, danzas de la localidad como la danza del Señor del Hospital con más de 50 años, etc. De la misma manera se festeja al Señor del Hospital de la comunidad de Tierrafría dentro del mismo municipio, un día antes de la Asunción es llevado a la vecina comunidad de El Colorado para celebrar la eucaristía en compañía de La Virgen del Pueblito, es acompañado por gran parte de la comunidad, danzas, bandas y cánticos en un recorrido a pie entre ambas comunidades. El día de la Asunción es festejado dentro de la comunidad con una feria, bandas, celebraciones eucarísticas, quema de castillos de pólvora, bailes populares, etc.

### Feria del libro

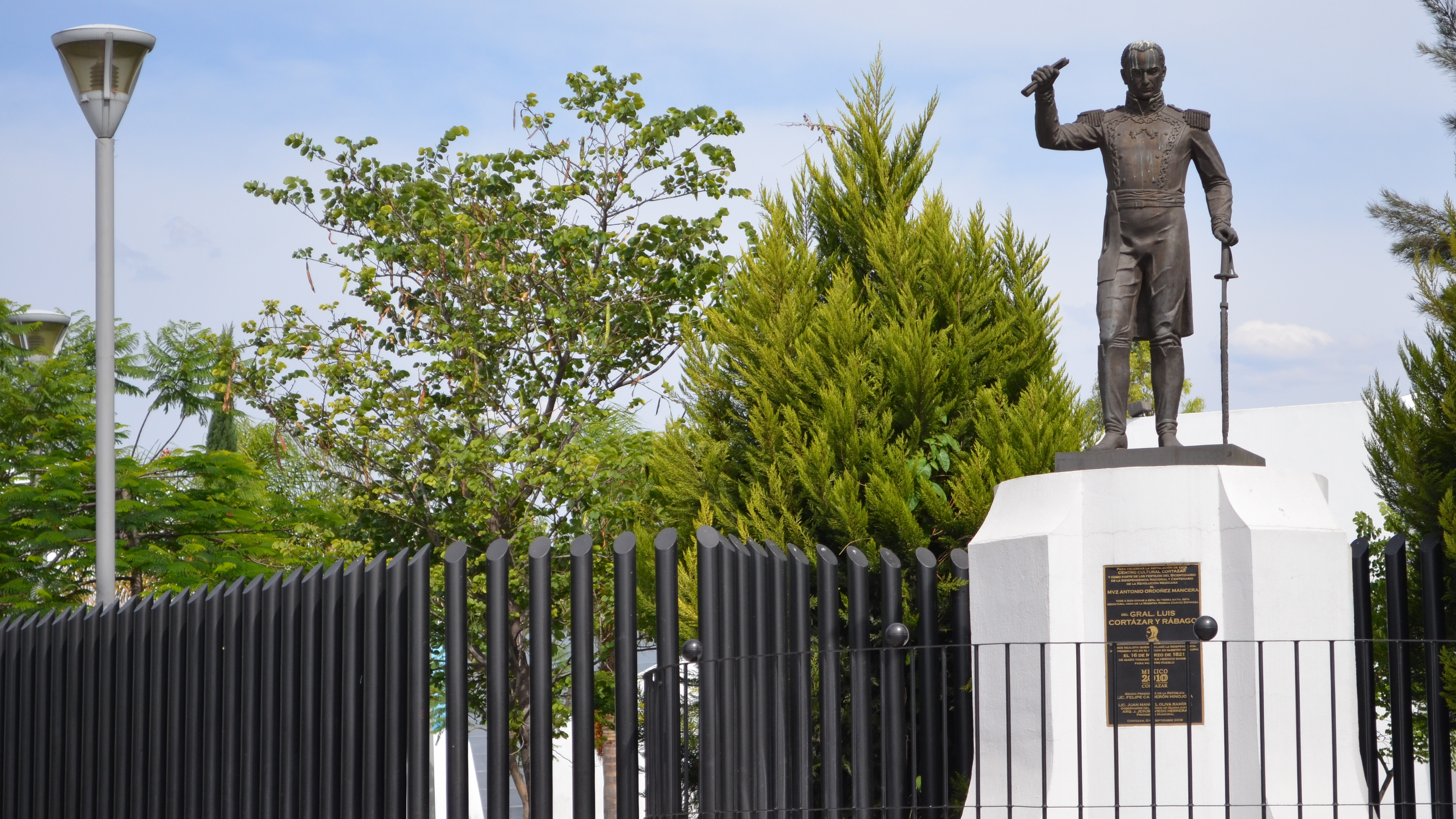
Estatua del general Luis Cortázar y Rábago en el Centro Cultural de Cortazar. Fotografía: Juan José Moreno

Se organiza en primavera. Participan los libreros de la zona y un creciente número de editoriales a nivel nacional. Data de 1997 y dedica una zona a la literatura infantil. Parte de sus actividades es rendir homenaje a grandes pensadores mexicanos ya desaparecidos.

### El encuentro de La Santa Cruz
Todos los años se festeja a la imagen de la Santa Cruz, la cual fue hecha de mezquite y realizada por un carpintero de la comunidad de Jofre, municipio de Celaya, Guanajuato; cada año era prestada a la comunidad de Jofre por un mes y era devuelta a la comunidad de La Gavia el 1 de septiembre y en un determinado lugar en la vereda entre La Gavia y Jofre las personas que peregrinaban con La Santa Cruz cargada, descansaban siempre en un mismo lugar donde con el tiempo se construyó una pequeña capilla adonde la gente iba al "encuentro de La Santa Cruz" y con los años se convirtió en una tradición que perdura hasta nuestros días. En la actualidad se oficia misa en esta capilla y se instalan puestos con diferentes antojitos mexicanos, juegos de tiro al blanco, entre otros y todo rodeado por el verde de la naturaleza.

## Personas destacadas
- Guillermo Álvarez Macías, (1919 - 1976) director y presidente del consejo de administración de la cooperativa "La Cruz Azul"; cofundador del club de fútbol Cruz Azul.[12]
- Javier Villalobos Jaramillo, (1941 - 2017) arquitecto y restaurador.
- Herminio Martínez, (1949 - 2014) poeta y narrador, académico de la Universidad de Guanajuato, funcionario cultural, Cronista Vitalicio de Celaya, Guanajuato.[13]
- Rubén Tierrablanca González, (1952 - 2020) vicario apostólico católico de Estambul, Turquía; obispo titular de Tubernuca.[14]
- Ana Caridad Acosta (1960), se desempeña como primera contralto del grupo de Solistas Cantantes de Ópera de la Coordinación Nacional de Música y Ópera del INBA.[15]
- Martín Acosta, (1964) director de teatro y dramaturgo, miembro de la Compañía Nacional de Teatro y docente de la Escuela de Arte Teatral del INBA.[16]